# Jaguar F-Type
Jaguar F-Type är en sportbil, tillverkad av den brittiska biltillverkaren Jaguar  mellan 2013 och 2024.. 
Jaguar F-Type introducerades på Paris-salongen i september 2012. Bland motoralternativen finns en nyutvecklad V6-motor med överladdning.
Versioner:
| Modell    | Motor               | Cylindervolym | Effekt                 | Vridmoment             | Bränslesystem                 |
| --------- | ------------------- | ------------- | ---------------------- | ---------------------- | ----------------------------- |
| i4        | 4-cyl radmotor DOHC | 1997 cm³      | 300 hk vid 5 500 v/min | 400 Nm vid 1 500 v/min | Direktinsprutning, turbo      |
|           | 6-cyl V-motor DOHC  | 2995 cm³      | 340 hk vid 6 500 v/min | 450 Nm vid 3 500 v/min | Direktinsprutning, kompressor |
| S         | 6-cyl V-motor DOHC  | 2995 cm³      | 380 hk vid 6 500 v/min | 460 Nm vid 3 500 v/min | Direktinsprutning, kompressor |
| 400 Sport | 6-cyl V-motor DOHC  | 2995 cm³      | 400 hk vid 6 500 v/min | 460 Nm vid 3 500 v/min | Direktinsprutning, kompressor |
| V8 S      | 8-cyl V-motor DOHC  | 5000 cm³      | 495 hk vid 6 500 v/min | 625 Nm vid 2 500 v/min | Direktinsprutning, kompressor |
| R         | 8-cyl V-motor DOHC  | 5000 cm³      | 550 hk vid 6 500 v/min | 680 Nm vid 3 500 v/min | Direktinsprutning, kompressor |
| SVR       | 8-cyl V-motor DOHC  | 5000 cm³      | 575 hk vid 6 500 v/min | 700 Nm vid 3 500 v/min | Direktinsprutning, kompressor |